# Calcipostia
Calcipostia is een monotypisch geslacht van schimmels uit de orde Polyporales. Het bevat alleen de soort Calcipostia guttulata (Zwetende Kaaszwam).  De familie is nog niet eenduidig bepaald (incertae sedis).